# Fryderyk Ludwik Hanowerski
Fryderyk Ludwik (ur. 1 lutego 1707 w Hanowerze, zm. 31 marca 1751 w Leicester House w Londynie) – książę Walii, następca tronu Wielkiej Brytanii, najstarszy syn króla Jerzego II Hanowerskiego i Karoliny, córki Jana Fryderyka, margrabiego Brandenburgii-Ansbach.

## Życiorys
Książę spędził dzieciństwo w Hanowerze. W 1714 r. jego dziadek, Jerzy I Hanowerski, został królem Wielkiej Brytanii i wyjechał z kraju. Razem z nim Hanower opuścili rodzice Fryderyka, którego ojciec został następcą brytyjskiego tronu. Fryderyk wychowywał się więc z dala od rodziców i młodszego rodzeństwa, które urodziło się już na Wyspach. Książę reprezentował często kraj i dynastię podczas różnych okoliczności. 26 lipca 1726 r. dziadek nadał mu brytyjskie tytuły parowskie – księcia Edynburga, markiza Isle of Ely, hrabiego Eltham, wicehrabiego Launceston i barona Snowdon. Po śmierci dziadka w 1727 r. i wstąpieniu na tron swojego ojca Fryderyk został następcą brytyjskiego tronu. W 1728 r. przybył po raz pierwszy do Wielkiej Brytanii. 8 stycznia 1729 r. otrzymał oficjalną inwestyturę na księcia Walii.
Relacje Fryderyka z rodzicami były bardzo burzliwe. Londyńska rezydencja następcy tronu, Leicester House, rychło stała się miejscem spotkań polityków opozycji. Takie postępowanie syna nie podobało się królowi Jerzemu, który przez pewien czas rozważał wysłanie syna do kolonii. Konflikt w rodzinie narastał przez całe lata 30. XVIII w. Rodzice nie przepadali za swoim pierworodnym i faworyzowali jego młodszego brata, księcia Cumberlanda. W 1737 r., kiedy umierała królowa Karolina, Fryderyk odmówił pożegnania się z matką. Niedługo potem został usunięty z dworu.
Fryderyk był wielkim miłośnikiem sztuki i kolekcjonerem. Zgromadził wielką kolekcję francuskich, włoskich, hiszpańskich i flamandzkich obrazów, m.in. dzieła Van Dycka, Rubensa i Breughela. Skupował również miniatury i rysunki. W kręgu patronatu Fryderyka powstała jedna z najpopularniejszych brytyjskich pieśni, Rule Britannia, wykonana po raz pierwszy w 1745 r. w Cliveden, wiejskiej rezydencji księstwa Walii, jako część masque Alfred. W 1731 r. zakupił dobra ziemskie w okolicach Kew, gdzie położył podwaliny pod obecny Królewski Ogród Botaniczny. Książę był również zapalonym krykiecistą.
Fryderyk nigdy nie wstąpił na tron Wielkiej Brytanii. Zmarł w 1751 r., prawdopodobnie na skutek powikłań po uderzeniu piłką do krykieta. Został pochowany w opactwie westminsterskim. Tytuł księcia Walii odziedziczył jego najstarszy syn Jerzy, który w 1760 r. został królem jako Jerzy III.
Na cześć księcia Walii nazwano Fredericksburg w Wirginii oraz Prince Frederick w Maryland.

## Rodzina
Znany w młodości jako hazardzista i kobieciarz, książę ustatkował się po ślubie z Augustą (30 listopada 1719 – 8 lutego 1772), córką Fryderyka II, księcia Saksonii-Gothy-Altenburga, i Magdaleny Augusty, córki księcia Karola z Anhaltu-Zerbst. Ślub Fryderyka i Augusty odbył się 17 kwietnia 1736 r. w Kaplicy Królewskiej Pałacu św. Jakuba. Małżonkowie mieli razem pięciu synów i cztery córki:
- Augusta Fryderyka (31 lipca 1737 – 23 marca 1813), żona Karola Wilhelma, księcia brunszwickiego na Wolfenbüttel
- Jerzy III (4 czerwca 1738 – 29 stycznia 1820), król Wielkiej Brytanii i Hanoweru
- Edward August (25 marca 1739 – 17 września 1767), książę Yorku i Albany
- Elżbieta Karolina (30 grudnia 1740 – 4 września 1759)
- Wilhelm Henryk (14 listopada 1743 – 25 sierpnia 1805), książę Gloucester i Edynburga
- Henryk Fryderyk (7 listopada 1745 – 18 września 1790), książę Cumberland i Strathearn
- Ludwika Anna (19 marca 1749 – 13 maja 1768)
- Fryderyk Wilhelm (13 maja 1750 – 29 grudnia 1765)
- Karolina Matylda (11 lipca 1751 – 10 maja 1775), żona Chrystiana VII, króla Danii i Norwegii